# Canton de Fleury-les-Aubrais
Le canton de Fleury-les-Aubrais est une circonscription électorale française, située dans le département du Loiret en région Centre-Val de Loire.
Le canton est créé sous la Révolution française en 1790 sous le nom de canton de Fleury ; il disparaît lors du redécoupage de la France en arrondissements après la suppression des districts en 1801 sous le Consulat, il est recréé sous la Cinquième République lors du redécoupage de 1973. À la suite du redécoupage cantonal de 2014, le nombre de communes composant le canton est passé de 2 à 7.

## Histoire
Le canton est créé le 10 février 1790 sous la Révolution française, il porte alors le nom de canton de Fleury. Il est inclus dans le district d'Orléans. À la suite de la suppression des districts et de la création des arrondissements qui survient en 1801 (9 vendémiaire, an X) sous le Premier Empire, le canton de Fleury est supprimé. 
Le canton de Fleury-les-Aubrais est recréé en 1973.
Un nouveau découpage territorial du Loiret (département) entre en vigueur à l'occasion des premières élections départementales suivant le décret du 25 février 2014. Les conseillers départementaux sont, à compter de ces élections, élus au scrutin majoritaire binominal mixte. Les électeurs de chaque canton élisent au Conseil départemental, nouvelle appellation du Conseil général, deux membres de sexe différent, qui se présentent en binôme de candidats. Les conseillers départementaux sont élus pour 6 ans au scrutin binominal majoritaire à deux tours, l'accès au second tour nécessitant 12,5 % des inscrits au 1er tour. En outre la totalité des conseillers départementaux est renouvelée. Ce nouveau mode de scrutin nécessite un redécoupage des cantons dont le nombre est divisé par deux avec arrondi à l'unité impaire supérieure si ce nombre n'est pas entier impair, assorti de conditions de seuils minimaux. Dans le Loiret, le nombre de cantons passe ainsi de 41 à 21. Le nombre de communes du canton de Fleury-les-Aubrais passe de 2 à 7.
Le nouveau canton de Fleury-les-Aubrais est formé de communes des anciens cantons de Fleury-les-Aubrais (2 communes), de Neuville-aux-Bois (4 communes) et de Chécy (1 commune). Il est entièrement inclus dans l'arrondissement de Orléans. Le bureau centralisateur est situé à Fleury-les-Aubrais.

## Représentation

### Représentation avant 2015
| Période | Période      | Identité       | Étiquette | Qualité |
| ------- | ------------ | -------------- | --------- | --- |
| 1973    | 1996 (décès) | André Chène    | PCF       | Ajusteur Maire de Fleury-les-Aubrais (1971-1995) Ancien député (1956-1958) Ancien conseiller général du canton d'Orléans-Nord-Ouest |
| 1997    | 1998         | Pierre Bauchet | UDF       | Maire de Fleury-les-Aubrais (1995-2014) Suppléant du député Jean-Paul Charié                                                        |
| 1998    | 2004         | Alain Romero   | PCF       | Directeur d'auto-école Conseiller municipal de Fleury-les-Aubrais                                                                   |
| 2004    | 2015         | Michel Breffy  | PS        | Ingénieur SNCF Conseiller municipal de Fleury-les-Aubrais                                                                           |

#### Résultats électoraux détaillés
- Élections cantonales de 2004 : Michel Breffy   (PS) est élu au 2e tour avec 56,24 % des suffrages exprimés, devant Pierre Bauchet   (UDF) (43,76 %). Le taux de participation est de 64,49 % (8 538 votants sur 13 240 inscrits)[7].
- Élections cantonales de 2011 : Michel Breffy   (PS) est élu au 2e tour avec 68,67 % des suffrages exprimés, devant Michel Beato (FN) (31,33 %). Le taux de participation est de 44,48 % (6 126 votants sur 13 772 inscrits)[8].

- Élections départementales de 2015

| Candidats titulaires | Candidats titulaires  | Partis | Partis | Qualités                                                                                              | Premier tour | Premier tour | Second tour | Second tour |
| Candidats titulaires | Candidats titulaires  | Partis | Partis | Qualités                                                                                              | Voix         | %            | Voix        | %           |
| -------------------- | --------------------- | ------ | ------ | --- | ------------ | ------------ | ----------- | ----------- |
| 1                    | Marie-Claude Donnat   |        | UMP    | Présidente de la Communauté de communes de la Forêt 1re Adjointe au Maire de Loury                    | 2 951        | 30,45        | 3 621       | 34,93       |
| 1                    | Jean-Jacques Ratajski |        | UMP    | Adjoint au Maire de Fleury-les-Aubrais                                                                | 2 951        | 30,45        | 3 621       | 34,93       |
| 2                    | Michel Breffy*        |        | PS     | Conseiller général sortant du canton de Fleury-les-Aubrais Conseiller municipal de Fleury-les-Aubrais | 2 797        | 28,86        | 3 722       | 35,9        |
| 2                    | Marie-Agnès Courroy   |        | PS     | Conseillère municipale de Chanteau                                                                    | 2 797        | 28,86        | 3 722       | 35,9        |
| 3                    | Michel Boitier        |        | PCF    | | 964          | 9,95         |             |             |
| 3                    | Dominique Cornu       |        | PCF    | | 964          | 9,95         |             |             |
| 4                    | Fabienne Beaudoin     |        | FN     | | 2 980        | 30,75        | 3 024       | 29,17       |
| 4                    | Roger Landon          |        | FN     | | 2 980        | 30,75        | 3 024       | 29,17       |
|                      |                       |        |        | |              |              |             |             |

### Représentation après 2015
| Période élective | Période élective | Mandat | Mandat   | Identité            | Nuance | Nuance | Qualité                                                                          |
| ---------------- | ---------------- | ------ | -------- | ------------------- | ------ | ------ | -------------------------------------------------------------------------------- |
| 2015             | 2021             | 2015   | 2021     | Michel Breffy       |        | LREM   | Retraité SNCF, ancien conseiller général PS, Fleury-les-Aubrais                  |
| 2015             | 2021             | 2015   | 2021     | Marie-Agnès Courroy |        | PS     | Ancienne principale de collège, conseillère municipale de Chanteau jusqu'en 2020 |
| 2021             | 2028             | 2021   | en cours | Grégoire Chapuis    |        | PS     | Cadre de la fonction publique Adjoint au maire de Fleury-les-Aubrais             |
| 2021             | 2028             | 2021   | en cours | Marie-Agnès Courroy |        | PS     | Conseillère sortante                                                             |

### Résultats détaillés

#### Élections de mars 2015
À l'issue du 1er tour des élections départementales de 2015, trois binômes sont en ballottage : Fabienne Beaudoin et Roger Landon (FN, 30,75 %), Marie-Claude Donnat et Jean-Jacques Ratajski (Union de la Droite, 30,45 %) et Michel Breffy et Marie-Agnès Courroy (Union de la Gauche, 28,86 %). Le taux de participation est de 47,34 % (10 219 votants sur 21 587 inscrits) contre 49,98 % au niveau départemental et 50,17 % au niveau national.
Au second tour, Michel Breffy et Marie-Agnès Courroy (Union de la Gauche) sont élus avec 35,9 % des suffrages exprimés et un taux de participation de 50,13 % (3 722 voix pour 10 822 votants et 21 587 inscrits).
Michel Breffy a quitté le PS et a adhéré à LREM.

#### Élections de juin 2021
Le premier tour des élections départementales de 2021 est marqué par un très faible taux de participation (33,26 % au niveau national). Dans le canton de Fleury-les-Aubrais, ce taux de participation est de 32,29 % (6 985 votants sur 21 632 inscrits) contre 32,6 % au niveau départemental. À l'issue de ce premier tour, deux binômes sont en ballottage : Grégoire Chapuis et Marie-Agnès Courroy (DVG, 26,84 %) et Anthony Domingues et Marie-Claude Donnat (LR, 24,12 %).
Le second tour des élections est marqué une nouvelle fois par une abstention massive équivalente au premier tour. Les taux de participation sont de 34,36 % au niveau national, 32,79 % dans le département et 32,17 % dans le canton de Fleury-les-Aubrais. Grégoire Chapuis (PS) et Marie-Agnès Courroy (DVG) sont élus avec 52,74 % des suffrages exprimés (3 440 voix pour 6 962 votants et 21 639 inscrits),,. 

## Composition

### Composition avant 2015

Situation du canton de Fleury-les-Aubrais dans le département du Loiret avant 2015.

Le canton de Fleury-les-Aubrais, d'une superficie de 39 km2, est composé de deux communes
.
| Nom                            | Code Insee | Codepostal | Superficie (km2) | Population (dernière pop. légale) | Densité (hab./km2) |
| ------------------------------ | ---------- | ---------- | ---------------- | --------------------------------- | ------------------ |
| Fleury-les-Aubrais (chef-lieu) | 45147      | 45400      | 10,12            | 20 843 (2012)                     | 2 060              |
| Chanteau                       | 45072      | 45400      | 28,85            | 1 382 (2012)                      | 48                 |

### Composition à partir de 2015
Le nouveau canton de Fleury-les-Aubrais comprend sept communes entières.
| Nom                                        | Code Insee | Intercommunalité  | Superficie (km2) | Population (dernière pop. légale) | Densité (hab./km2) | Modifier                                    |
| ------------------------------------------ | ---------- | ----------------- | ---------------- | --------------------------------- | ------------------ | ------------------------------------------- |
| Fleury-les-Aubrais (bureau centralisateur) | 45147      | Orléans Métropole | 10,12            | 21 664 (2022)                     | 2 141              | modifier les données · modifier les données |
| Chanteau                                   | 45072      | Orléans Métropole | 28,85            | 1 611 (2022)                      | 56                 | modifier les données · modifier les données |
| Loury                                      | 45188      | CC de la Forêt    | 34,36            | 2 582 (2022)                      | 75                 | modifier les données · modifier les données |
| Marigny-les-Usages                         | 45197      | Orléans Métropole | 9,66             | 1 861 (2022)                      | 193                | modifier les données · modifier les données |
| Rebréchien                                 | 45261      | CC de la Forêt    | 19,19            | 1 396 (2022)                      | 73                 | modifier les données · modifier les données |
| Traînou                                    | 45327      | CC de la Forêt    | 33,68            | 3 419 (2022)                      | 102                | modifier les données · modifier les données |
| Vennecy                                    | 45333      | CC de la Forêt    | 10,71            | 2 045 (2022)                      | 191                | modifier les données · modifier les données |
| Canton de Fleury-les-Aubrais               | 4506       |                   | 146,57           | 34 578 (2022)                     | 236                | modifier les données                        |

## Démographie

### Évolution démographique

#### Démographie avant 2015
En 2012, le canton comptait 22 225 habitants.
| 1975   | 1982   | 1990   | 1999   | 2006   | 2011   | 2012   |
| ------ | ------ | ------ | ------ | ------ | ------ | ------ |
| 17 158 | 20 657 | 21 666 | 21 826 | 22 657 | 22 463 | 22 225 |

#### Démographie depuis 2015
En 2022, le canton comptait 34 578 habitants, en évolution de +5,54 % par rapport à 2016 (Loiret : +1,89 %, France hors Mayotte : +2,11 %).
| 2013   | 2018   | 2022   |
| ------ | ------ | ------ |
| 32 004 | 33 247 | 34 578 |

### Âge de la population
La pyramide des âges, à savoir la répartition par sexe et âge de la population, du canton de Fleury-les-Aubrais en 2009 ainsi que, comparativement, celle du département du Loiret la même année sont représentées avec les graphiques ci-dessous.
La population du canton comporte 47,9 % d'hommes et 52,1 % de femmes. Elle présente en 2009 une structure par grands groupes d'âge légèrement plus jeune que celle de la France métropolitaine. 
Il existe en effet 139 jeunes de moins de 20 ans pour cent personnes de plus de 60 ans, alors que pour la France l'indice de jeunesse, qui est égal à la division de la part des moins de 20 ans par la part des plus de 60 ans, est de 1,06. L'indice de jeunesse du canton est également supérieur à celui  du département (1,1) et à celui de la région (0,95).
| Hommes | Classe d’âge | Femmes |
| ------ | ------------ | ------ |
| 0,4    | 90 ans ou +  | 0,5    |
| 5,4    | 75 à 89 ans  | 8,2    |
| 11,1   | 60 à 74 ans  | 12,2   |
| 21,4   | 45 à 59 ans  | 21,1   |
| 20,9   | 30 à 44 ans  | 19,4   |
| 20,3   | 15 à 29 ans  | 19,1   |
| 20,6   | 0 à 14 ans   | 19,4   |

| Hommes | Classe d’âge | Femmes |
| ------ | ------------ | ------ |
| 0,4    | 90 ans ou +  | 1,1    |
| 6,6    | 75 à 89 ans  | 9,5    |
| 13,4   | 60 à 74 ans  | 13,9   |
| 20,1   | 45 à 59 ans  | 20,0   |
| 20,3   | 30 à 44 ans  | 19,5   |
| 19,3   | 15 à 29 ans  | 17,7   |
| 19,9   | 0 à 14 ans   | 18,2   |